# Jupiter
A Jupiter az ötödik bolygó a Naptól, és messze a legnagyobb a Naprendszerben. Óriásbolygó, tömege két és félszerese az összes többi bolygó együttes tömegének. A többi óriásbolygóval (Szaturnusz, Uránusz, Neptunusz) együtt gyakran Jupiter-típusú, vagy külső bolygóknak nevezik.
A Földről nézve maximális fényessége -2,5 magnitúdó, ezzel átlagosan a harmadik legfényesebb égitest az éjszakai égbolton, a Hold és a Vénusz után (rövid időre a Mars vetekedhet fényességével pályájának bizonyos pontjain).
A Jupiter főként hidrogénből áll, tömegének egynegyedét hélium teszi ki, sziklás magja nehezebb elemeket tartalmazhat. Gyors forgása miatt alakja forgási ellipszoid (lapított gömb). A külső atmoszférája láthatóan számos sávra oszlik a különböző szélességi körökön, turbulenciát és viharokat okozva ezek határain. Kiemelkedő látványosság a Nagy Vörös Folt, egy óriási vihar, amit már a 17. században is megfigyeltek.
A bolygót halvány planetáris gyűrűrendszer és erős magnetoszféra vesz körül. 79 holdja van (2018-as adat), köztük a négy legnagyobbat Galilei-holdaknak nevezzük, amelyeket 1610-ben fedezett fel névadójuk.
A Jupitert számos űrszonda vizsgálta már, legismertebbek ezek közül a Pioneer és Voyager közelrepülések, később a Galileo és a Juno űrszonda.
A bolygót már az ókori csillagászok is ismerték, számos kultúrában mitologikus és vallási tartalommal ruházták fel. Nevét Iuppiterről, a római főistenről kapta. A bolygó csillagászatban és asztrológiában használt jele az istenség kezében hagyományosan megjelenő villámot jelképezi (Unicode: ♃).

## Szerkezet

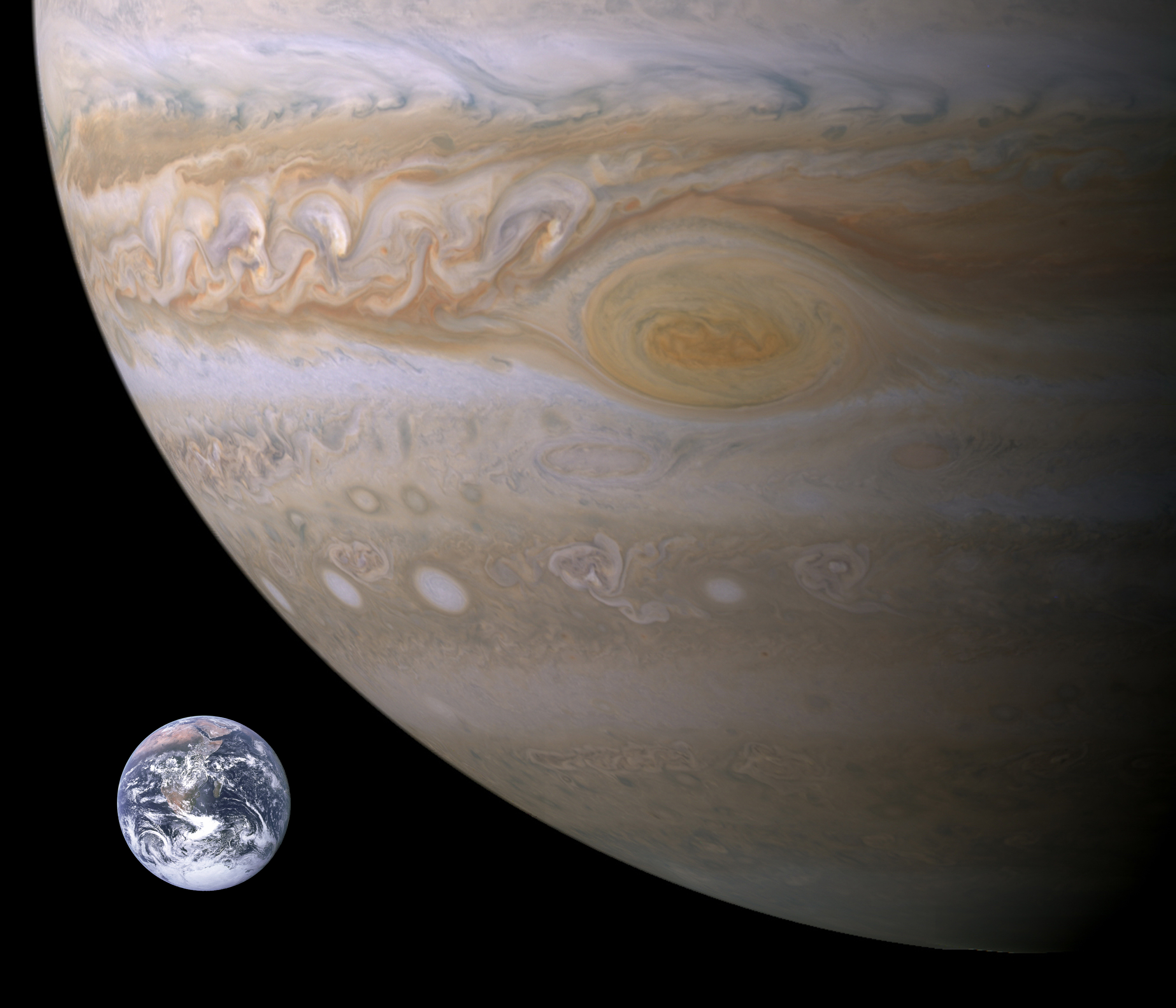
A Föld és a Jupiter méretének összehasonlítása

A Jupiter a Naprendszer négy gázóriásának egyike, elsősorban nem szilárd anyagból áll. A legnagyobb méretű bolygó a rendszerben, egyenlítői átmérője: 142 984 kilométer, sűrűsége 1,326 g/cm³. A Neptunusz után a második legnagyobb sűrűségű a gázbolygók közül, de a négy kőzetbolygóénál kisebb, viszont mérete miatt a legnagyobb tömegű.

### Összetétel
A Jupiter felső légköre atomszám szerint 93% hidrogénből és 7% héliumból áll, molekulaszám szerint 86% hidrogénből és 13% héliumból. Mivel a héliumatom négyszer nagyobb tömegű, mint a hidrogénatom, az összetétel változik, ha a tömegarányt nézzük. Ez alapján a légkör 75%-a hidrogén, 24%-a hélium, 1%-a más elem. A bolygó belseje sűrűbb anyagot tartalmaz, nagyjából 71% hidrogént, 24% héliumot és 5%-a más elemeket. A légkör nyomokban tartalmaz metánt, vizet, ammóniát és szilícium alapú összetevőket. Található még szén, etán, hidrogén-szulfid, neon, oxigén és kén. A légkör külső rétege tartalmaz fagyott ammóniakristályt is. Infravörös és ultraibolya mérésekkel benzolt és más szénhidrogént is kimutattak.
Színképelemzés alapján a Szaturnuszról úgy tudjuk, hogy összetétele hasonló a Jupiteréhez. A másik két gázóriásnak, az Uránusznak és a Neptunusznak viszonylag kevesebb hidrogénje és héliuma van. Helyszíni mérések hiánya miatt a nehezebb elemek pontos gyakorisága a Jupiteren túli bolygóknál nem ismert.

### Tömeg
A Jupiter tömege messze a legnagyobb a Naprendszerben, 2,5-szer nagyobb, mint az összes többi bolygóé együttvéve. Bár a gázóriás sűrűsége jóval kisebb a Földének, a Jupiter mérete sokkal nagyobb (11-szer nagyobb az átmérője), így tömege majdnem 318-szor nagyobb, mint a Földé.
A Jupiternél sokkal nagyobb tömegű exobolygókat is felfedeztek, bár ezeknek a többségéről úgy vélik, hogy szintén gázóriások, lehetnek köztük barna törpék is. Nincs egyértelmű definíció arra, hogy mi különböztet meg egy gázbolygót (mint például a Jupiter) egy barna törpétől, bár az utóbbinak meglehetősen speciális színképvonalai vannak. Jelenleg, ha egy csillagszerű anyageloszlással rendelkező égitest meghaladja a 13 Jupiter-tömeget (tehát elég nagy ahhoz, hogy deutériumot égessen), akkor barna törpének tekintik. Ennél kisebb tömegű égitest bolygónak minősül.
Ha a Jupiter kb. 75-ször nagyobb tömegű lenne a jelenleginél, akkor már annyira összehúzódna a fokozott gravitációs erő alatt, hogy összeroskadna, és beindulna a magfúzió, így csillag válna belőle. A legkisebb ismert csillag (EBLM J0555-57Ab), egy vörös törpe átmérője éppenhogy csak nagyobb, mint a Jupiteré.
Bár a Jupiter nem elég nagy a magfúzióhoz, még mindig több hőt sugároz, mint amennyit a Naptól kap. A bolygó által termelt hő majdnem egyenlő a kapott napsugárzással. Ezt a hősugárzást Kelvin–Helmholtz-folyamat hozza létre adiabatikus összehúzódással. A folyamat eredményeként a bolygó körülbelül 2 cm-t húzódik össze minden évben. Kialakulásakor a Jupiter kétszer nagyobb átmérőjű és sokkal melegebb volt, mint most.

### Belső szerkezet

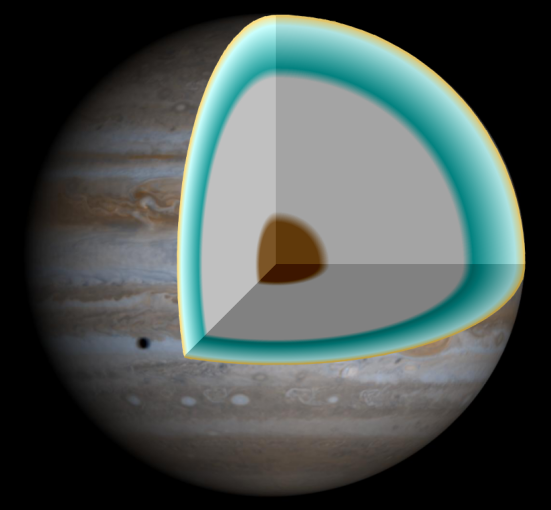
A Jupiter belső szerkezete

Még mindig bizonytalanság uralkodik a Jupiter belső szerkezetét illetően. Egy modell szerint a felépítése homogén, azaz szilárd felszín nélküli, és a sűrűség fokozatosan növekedik a mag irányába. Másrészt a Jupiter akár tizenkétszeres Föld-tömegű, sűrű, fémes hidrogénnel és héliummal elkeveredett, plazmaállapotú, intermetallikus fém-szilikát maggal is rendelkezhet (nehézelem gyakorisága a Nap anyagához képest akár 7,5x-es lehet), amely a teljes tömegnek nagyjából a 3-4%-át teszi ki. A központi régiót sűrű, fémes állapotú folyékony hidrogén veszi körül, amely körülbelül a bolygó sugarának 78%-ára terjed ki. A hélium és neon esőhöz hasonló cseppjei ezen a rétegen keresztül kicsapódnak, csökkentve arányukat a felső légkörben.
A fémeshidrogén-réteg fölött a folyékony és gáznemű molekuláris hidrogén átlátszó rétege található. A gázréteg a felhőrétegtől körülbelül 1000 km mélyre terjed. Nincs közvetlen határ a hidrogén különböző rétegei között; a mélységgel a hidrogén állapota gázból folyékonyba megy át.
A hőmérséklet és a nyomás a Jupiter belsejében a mag felé nő. Az átmeneti régióban, ahol a folyékony hidrogén fémessé alakul, a hőmérséklet 10 000 K körüli, a nyomás 200 GPa. A hőmérséklet a mag felszínén 36 000 K, a belső nyomás pedig nagyjából 3000–4500 GPa.

### Felhők

A Jupiter felhőinek mozgása ismétlődő animáción

A Jupitert ammóniakristályokból és ammónium-hidroszulfidból álló felhők borítják. A felhők a tropopauzában helyezkednek el, és sávokban vannak elrendeződve különböző szélességeken. Ezek világosabb színű zónákra és sötétebb övekre oszlanak. A különböző irányú áramlatok kölcsönhatásai viharokat és turbulenciákat okoznak. 100 m/s (360 km/óra) sebességű szelek szokásosak a különböző sávokban.
Ezek a zónák évről évre változtatják szélességüket, színüket és intenzitásukat, de eléggé stabilak, hogy a csillagászok azonosító jelzésekkel lássák el őket.
A felhőréteg csak 50 kilométeres vastagságú, két felhőréteg található: egy vastag alsó réteg és egy vékonyabb régió. Vízfelhők vékony rétege húzódhat az ammóniaréteg alatt, amelyet a Jupiter légkörében megfigyelt villámlások bizonyítanak. Ezek az elektromos kisülések több ezerszer erősebbek lehetnek, mint a földiek. A vízfelhők belső hő által táplált viharokat is létrehozhatnak.
A Jupiter sztratoszférájában lévő víz eredete nagyrészt a Shoemaker–Levy 9 üstökös 1994-es becsapódásának következménye a Herschel űrtávcső mérései szerint. A víz eredete korábban éveken keresztül vita tárgya volt.

### A Nagy Vörös Folt és más viharok

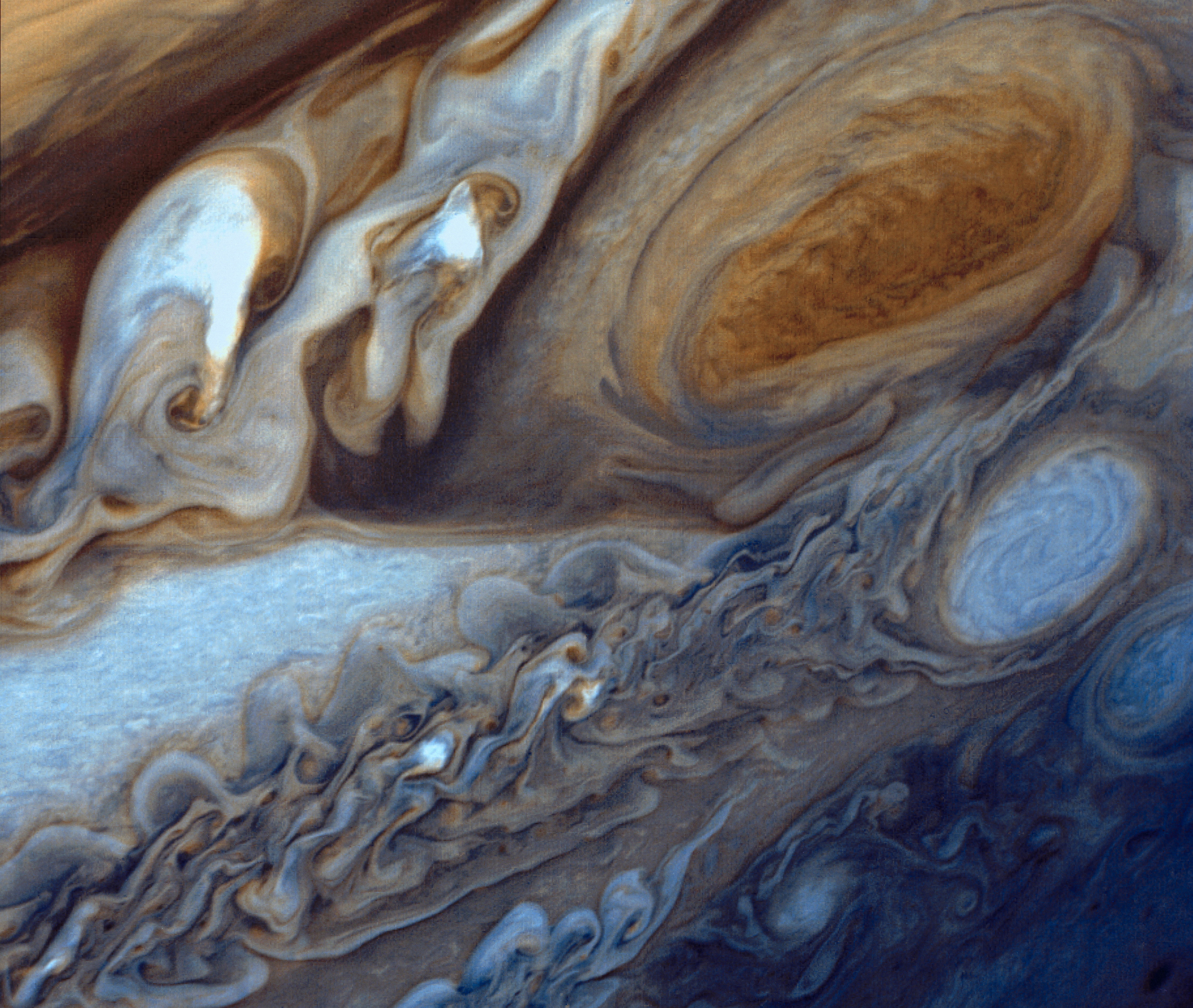
A Nagy Vörös Folt a Voyager–1 képén

Animált képpé rendezett fotósorozat, melyeket a Voyager–1 készített a Jupiterről. A képen jól láthatók a légköri sávok mozgása a Nagy Vörös Folt körül

A Jupiter legismertebb alakzata a Nagy Vörös Folt, a Földnél nagyobb átmérőjű, tartós anticiklon vihar az egyenlítőtől 22°-kal délre, amely legalább 300 éve tombol. Matematikai modellek azt mutatják, hogy a vihar stabil képződmény, a bolygó állandó alakzata. Új megfigyelések azt bizonyítják, hogy a Nagy Vörös Folt zsugorodik, az átmérője évente mintegy 900–1000 km-rel csökken.

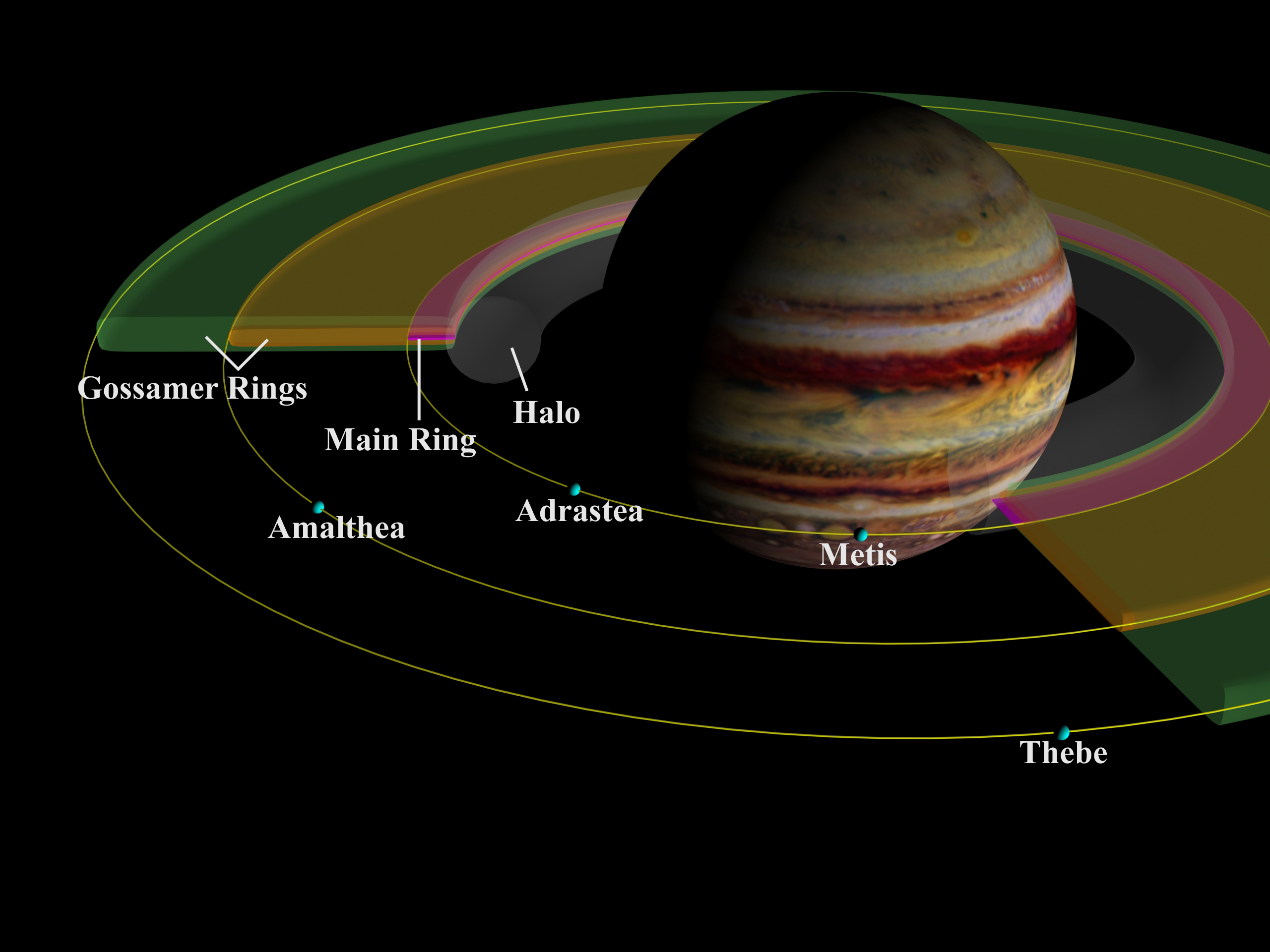
A Jupiter gyűrűrendszere

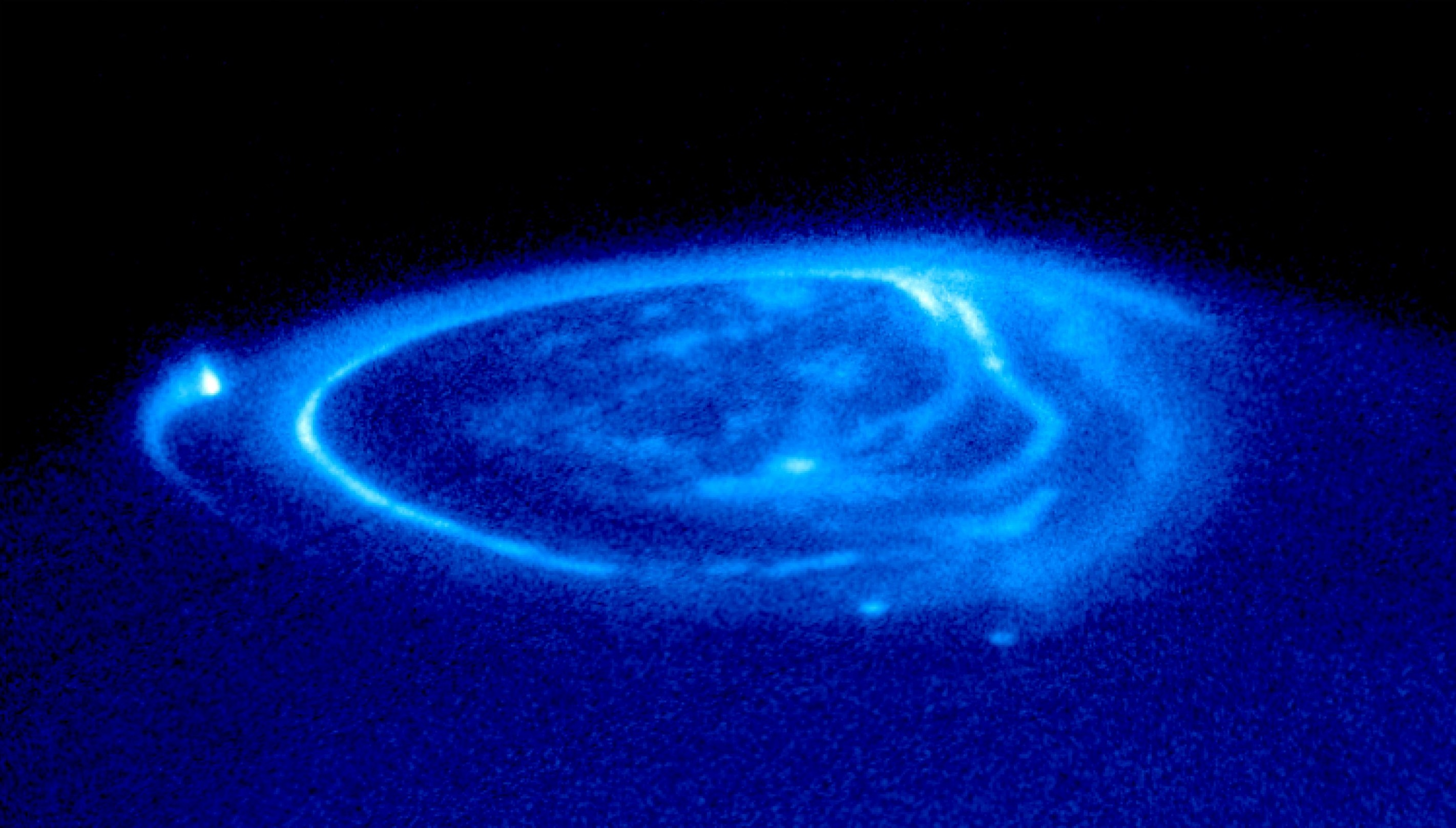
A Jupiter aurórája UV-fényben

A Jupiteren más nagy viharok is vannak, amelyek azonban sem méretükben, sem élettartamukban nem közelítik meg a Nagy Vörös Foltot. A Jupiteren fehér és barna ovális alakú viharok is tombolnak, amelyek nagy részének nincs neve. A fehér színűek általában viszonylag hűvös felhőkből állnak a légkör felső rétegeiben, míg a barnák melegebbek.
2000-ben egy új képződmény jelent meg a déli félgömbön, amely hasonló a Nagy Vörös Folthoz, de annál kisebb. Több kisebb, fehér ovális viharból keletkezett, ezek összeállása után intenzitása megnőtt, színe fehérről vörösre változott.

### Gyűrűk
A Szaturnuszhoz hasonlóan a Jupiter is rendelkezik gyűrűkkel, de ezek halványak, és főleg a holdakról származó porrészecskékből állnak. A Szaturnusz gyűrűivel ellentétben ezek kevesebb jeget tartalmaznak.
A gyűrűrendszer három fő részre osztható: az apró részecskék alkotta legbelső gyűrű (halo), a viszonylag fényes középső gyűrű és a kettős külső gyűrű (Gossamer Ring).

### Magnetoszféra
A Jupiter magnetoszférája a legnagyobb alakzat az egész Naprendszerben. Elnyúlik egészen a Szaturnusz pályáján túlra. Ha látható lenne, az esti égbolton nagyobbnak látszana, mint a telihold. Kb. 14-szer erősebb a földi magnetoszféránál. A forgástengely és a mágneses tengely 11°-os szöget zár be egymással úgy, hogy az északi mágneses pólus a déli földrajzi pólus közelében van, a déli pedig az északi pólus közelében (azaz polaritása a földinek fordítottja). A Jupiter magnetoszférájának mérete a napszél hatása miatt változik. A magnetoszféra kialakulásának oka valószínűleg a bolygó belsejében lévő folyékony fémszerű burok. A mágneses pólusoknál a magnetoszféra és a napszél részecskéinek interakciójából jön létre a Jupiter aurórája.

## Keringés és forgás
A Jupiter naptávolsága (a pálya fél nagytengelye) 778,57 millió km (5,20 CsE), (sziderikus) keringési ideje 4332,589 nap, azaz 11,862 év, ami a Szaturnusz keringési idejének kétötöde. Az egyetlen bolygó, amelynek a Nappal való tömegközéppontja a csillagon kívül helyezkedik el, bár ez mindössze a Nap sugarának a 7%-ával van a felszín felett. Napközelségben (perihélium) 740,52 millió km, míg naptávolban (aphélium) 816,62 millió km a Naptól való távolsága. A bolygópálya excentricitása 0,0489, inklinációja 1,304°.

A Jupiter átlagos naptávolsága 778 millió km, keringési ideje 11,86 év

Alakja a gömbtől erősen eltér, a gyors tengelyforgás miatt. Sarki átmérője 134 000 km, egyenlítői átmérője 143 000 km, azaz a Nap átmérőjének kb. 10%-a. Az egyenlítői sáv – ez az egyenlítőtől északra és délre 10 foknyi távolság – forgási periódusa 9 óra 50 perc 30 másodperc, a nagyobb szélességeké 9 óra 55 perc 40 másodperc. Az egyenlítői sáv gyorsabb forgási periódusa valószínűleg egy erős légköri áramlásnak köszönhető, amely a bolygó forgási irányával megegyező irányú (azaz nyugatról keletre mozog).
Tengelyferdesége mindössze 3,13°, így a bolygón nincsenek jelentős évszakoknak megfelelő változások, ellentétben a Földdel, vagy a Marssal.

## Megfigyelés

### Látható fény

Egy külső bolygó látszólagos retrográd mozgása az égbolton

A Jupiter általában a harmadik legfényesebb égitest az éjszakai égbolton (a Hold és a Vénusz után), bár a Mars időnként fényesebb lehet nála. Megfigyelhető szinte egész évben, kivéve azt az időszakot, amikor a Nappal konjunkcióban van. Utána alig egy hónappal már felbukkan a hajnali égbolton, majd egyre korábban kel. Az oppozíció idején egész éjszaka látható, az újabb konjunkció előtt egy hónappal a nyugati horizonton még felkereshető az esti szürkület idején. Akár 10-szeres nagyításnál is már látszik a korong alak. A Földhöz képesti pozíciójától függően fényessége -2,94 és -1,6 magnitúdó közötti, amikor a leghalványabb, az éjszakai égbolt legfényesebb csillaga, a Szíriusz fényességét éri el. Szögátmérője 30″ és 50″ között változik. A Föld 398,9 naponként előzi meg a Jupitert a Nap körüli keringésben (szinodikus periódus). Emiatt időnként a Jupiter a háttércsillagokhoz képesti, nyugat felé tartó mozgása megáll, megfordul és ismét elindul kelet felé, azaz a többi külső bolygóhoz hasonlóan keringése során hurkokat rajzol az égboltra.
A holdak közül a Galilei-holdak láthatóak szabad szemmel (csak a Jupiter kitakarásával), azok közül a Ganymedes a legkönnyebb célpont, maximális látszó távolsága 9' a Jupitertől, azaz a telihold átmérőjének harmada, fényessége 5,4 magnitúdó lehet.

### Rádiótartomány
A 20 MHz-es sávban (leginkább 18 és 24 MHz között) kibocsátott elektromágneses sugárzása egy érzékeny, földi telepítésű rövidhullámú rádió-vevőkészülékkel és a hozzá csatlakoztatott megfelelő külső antennával is hallható. (rögzített hangminták: ,  Archiválva 2009. május 12-i dátummal a Wayback Machine-ben,  Archiválva 2009. július 25-i dátummal a Wayback Machine-ben) A vétel nem egyenletes, egyrészt mert a maga Jupiter sem látható állandóan a Föld forgása következtében, másrészt a sugárforrások a Jupiterhez képest kitüntetett helyekről indulnak ki, ezért a jelek vétele előtt érdemes a University of Florida Radio Observatory Online weboldalát felkeresni és a kb. 40 éves földi megfigyeléseken alapuló előrejelzéseket felhasználni (). A Radio-Sky Publishing weboldaláról letölthető a Radio Jupiter nevű, Windowson futó program, ami a megfigyelési hely megadása után grafikusan ábrázolja a lehetséges megfigyelési időpontokat.
A megfigyelésre az este 10-től reggel 7-ig terjedő időszak a legalkalmasabb (feltéve, hogy ekkor lakhelyünkről nézve a Jupiter a látóhatár fölött van), mert a földi ionoszféra ekkor átjárhatóbb a Jupiter felől érkező jelek számára és általában kisebb a földi rádióadók által keltett zavar.
A legígéretesebb időszak az Ióval kapcsolatos három jelforrás megfigyelése, amik felbukkanása az Io keringésének megfelelően periodikusan várható.
A vevőkészüléken ki kell kapcsolni az AGC funkciót, hogy ne nyomja el a gyengén hallható jeleket.
Mivel sok földi jelforrás is előfordulhat ezen a hullámsávon, a Jupiter felől érkező jelek vételének gyanúja esetén meg kell próbálni elhangolni a vevőt néhány, vagy akár néhányszor tíz kHz-cel följebb vagy lejjebb és várni 10-20 másodpercet. Mivel a Jupiter sugárzása széles spektrumú (nem egy jól meghatározható frekvencián történik, hanem egy sáv minden frekvenciáján), a jelek kisebb vagy nagyobb intenzitással elhangolva is újra hallhatók lesznek, míg a földi, keskeny spektrumú adások elhallgatnak. A Jupiterről jövő jelek vételi sávja néhány száz kHz vagy akár néhány MHz szélességű lehet. Ha bármelyik frekvencián emberi vagy zenei hang, csipogás, morzekód, búgás vagy hasonló moduláció hallható, akkor földi interferenciáról van szó, ahonnan érdemes továbbhangolni a készüléket.
A Jupiter forgási periódusát gyakorlatilag az általa kisugárzott rádiójelek alapján tudták meghatározni. A jelek polarizáltak, ami mágneses tér hatására utal. Ha töltéssel rendelkező részecskék, mint az elektronok és a protonok mágneses mezőben mozognak, az útvonaluk megváltozik. A részecskék felgyorsulnak, és a mágneses mező vonalai körül spirálisan kezdenek haladni, a déli vagy az északi-sark felé. A gyorsulva haladó, töltéssel rendelkező részecskék elektromágneses sugárzást bocsátanak ki, aminek hullámhossza a töltött részecskék energiájától függ. A Jupiter mágneses mezejében haladó töltött részecskék energiája olyan, hogy rádióhullámok keletkeznek. Minél erősebb a mágneses mező, annál nagyobb frekvenciájú rádióhullámok keletkeznek. Ezt a rádiókibocsátást ciklotron-sugárzásnak hívják, a hasonló működésű, földi részecskegyorsítók neve után. Azt gondoljuk, hogy a Jupiter mágneses mezejében spirálisan mozgó elektronok az okai a hallható rádiózajnak. A dekaméteres (=tízméteres) rádióhullámok frekvenciája 10 és 40 MHz között van.
Az ilyen típusú rádióhullámok frekvenciája a Jupiter felől sosem megy 40 MHz fölé, úgy tűnik, ez a legnagyobb frekvencia. A rádióhullámok keletkezésének ismerete alapján, és tudva, hogy a frekvencia attól függ, hogy milyen erős a mágneses mező, meg tudjuk becsülni a Jupiter mágneses mezejének legnagyobb értékét.
A Jupiter volt az első olyan bolygó, aminek rádiósugárzását a Földön észlelni tudták. A jeleket először 1955-ben, 22 MHz-en rögzítették (13,6 méteres hullámhossz) zajkitörések formájában, amik csúcsai olyan erősek voltak, hogy azon a hullámhosszon ez a sugárzás volt a legerősebb (a Nap legaktívabb időszakait kivéve). A rádióforrásokat három, jól elkülöníthető helyen azonosították, így ez volt az első bizonyíték a Jupiter mágneses terének létezésére. A későbbi vizsgálatok során deciméteres hullámhosszakon is észlelték a Jupiter rádiósugárzását. Szokás ezeket a hullámhosszuknak megfelelő „dekaméteres” (angol rövidítéssel: DAM) és „deciméteres” (angol rövidítéssel: DIM) sugárzásnak nevezni. E kettő közül a tízméteres hullámok az erősebbek.
A Jupiter nem-hőmérsékleti rádiósugárzása keletkezése alapján kétfelé sorolható, az egyik a magnetoszférában zajló plazmafolyamatok révén keletkezik, míg a másik az ún. sugárzási övben keletkező szinkrotronsugárzásból származik.

### Az Io szerepe a rádiójelek keltésében
Az Io nagy méretű hold (mérete nagyjából a Föld Holdjának felel meg), de a hatalmas Jupiterhez mérten csak kicsiny égitest. A Naprendszerben vulkanikusan ez a legaktívabb égitest. A Jupiter gravitációs ereje a hold belsejének anyagát folyamatosan mozgásban tartja, és a felszínére kényszeríti, aminek folyamatos vulkánkitörés a következménye. A kilövellés másodpercenként sok tonna anyagból, nagyrészt kénvegyületekből áll. Az anyag egy része kilökődik a világűrbe. Az űrbe kerülő molekulák hamarosan elveszítik elektronjaikat és ionizálttá (vagyis elektromosan töltötté) válnak, és a Jupiter mágneses terének csapdájába esnek. Ezek az ionok alkotják a Jupiter körül az ún. Ió-gyűrűt (vagy Ió-tóruszt).
A tudósok úgy találták, hogy az Io jelenléte erősíti a Jupiter felől érkező dekaméteres rádiójeleket. Ahogy az Io kering a Jupiter körül, bizonyos pozíciókban erősebb jeleket észleltek.
Amikor elektromos vezetőt mágneses térben mozgatunk, a vezetőben elektromos áram keletkezik. Ez a földi villamos generátorok működési elve is.
Minthogy elektronok vannak a Jupiter mágneses terében, az Io vékony atmoszférájával együtt elektromosan vezetőként mozog ebben a térben és a Jupiter és az Io között elektromos áram folyik, lényegében ez az áram táplálja a dekaméteres rádióhullámok keletkezését. Az áram erőssége a millió amperes nagyságrendben van.
A valóság persze ennél kissé bonyolultabb. Úgy tűnik, a Jupiter és az Io nem egyszerűen áramkört alkotnak, hanem az Io valamennyire megzavarja a Jupiter mágneses terét, ez a zavar az oka az elektromos áramnak és lényegében a rádiójelek keletkezésének.
Az Io pozícióját a Jupiterhez képest definiáljuk, ahogyan a Földről nézve látszik. Az Io nulla fokos fázisban van pontosan a Jupiter mögött. Fázisa növekszik, ahogy láthatóvá válik. 180 fok esetén éppen a Jupiter előtt, a Földről nézve középen van.
A rádióforrások egy része az Io fázisaihoz köthető, más részük nem. Amik nem köthetők az Ióhoz, azok lényegében bármikor észlelhetők lennének, de ezek erőssége gyengébb. Az Ióhoz köthető források erősebbek, ezért megfigyelésük relatíve könnyebb. Ezekből három van, amiket az angol ábécé első három betűjével jelölnek (Io-A, Io-B és Io-C).

## Kutatás

### Földi teleszkópok
Új sötét folt jelent meg a Jupiter déli pólusa környékén, amely feltehetően egy kisbolygó vagy üstökösmag becsapódási nyoma lehet. Anthony Wesley ausztrál amatőrcsillagász 2009. július 19-én éjjel lefotózta a csapódás helyét, Magyarországról is készültek fényképek a jelenségről.

### Űrszondák
| Műhold neve                | Megérkezés              | Küldetés típusa | Távolság (km) | Sorsa                                                                        |
| -------------------------- | ----------------------- | --------------- | ------------- | ---------------------------------------------------------------------------- |
| Pioneer 10                 | 1973. december 3.       | közelrepülés    | 130 354       | Tovább haladt a csillagközi tér irányába.                                    |
| Pioneer 11                 | 1974. december 2.       | közelrepülés    | 34 000        | Pályára állt a Szaturnusz felé.                                              |
| Voyager 1                  | 1979. március 5.        | közelrepülés    | 277 500       | Pályára állt a Szaturnusz felé.Majd tovább haladt a csillagközi tér irányába |
| Voyager 2                  | 1979. július 9.         | közelrepülés    | 650 500       | Pályára állt a Szaturnusz felé.Majd tovább haladt a csillagközi tér irányába |
| Ulysses                    | 1992. február 8.        | közelrepülés    | 409 000       | Poláris pályára állt a Nap körül.                                            |
| Galileo                    | 1995. december 7.       | keringőegység   | -             | 2003. szeptember 21-én a Jupiterbe csapódott.                                |
| Cassini Huygens            | 2000. december 30.      | közelrepülés    | 10 000 000    | Pályára állt a Szaturnusz felé.                                              |
| Ulysses (másodszor)        | 2004. február 4.        | közelrepülés    | 240 000 000   | Második keringését befejezte a Nap körül.                                    |
| New Horizons               | 2007. február 28.       | közelrepülés    | 2 304 535     | Pályára állt a Plútó felé.                                                   |
| Juno                       | 2016. július 4.         | keringőegység   | -             | -                                                                            |
| Jupiter Icy Moons Explorer | 2031 július (tervezett) | keringőegység   |               | A küldetés végén terv szerint a Ganymedesbe csapódik majd.                   |

#### Közelrepülések
1979. március 5-én a Voyager-1 280 ezer km-re közelítette meg a Jupitert, melynek gravitációja segítségével 14 km/s-ra gyorsult, így folytathatta útját a Szaturnusz felé. Két nap alatt több Jupiter-holdat is megközelített, köztük az Amaltheát, az Iót, az Európát és a Ganymedest. Január 24-től kezdve készített felvételeket az óriásbolygóról. A szűk látószögű kamerával 40 millió km-ről készült képek sokkal élesebbek voltak a Pioneer-10 és Pioneer-11 által készített képeknél. Közben a szonda adatokat gyűjtött a légkör összetételéről: 82% hidrogén, 17% hélium, 0,05% metán, 0,01% ammónia, vízgőz, kén, nitrogén stb.

#### Galileo küldetés

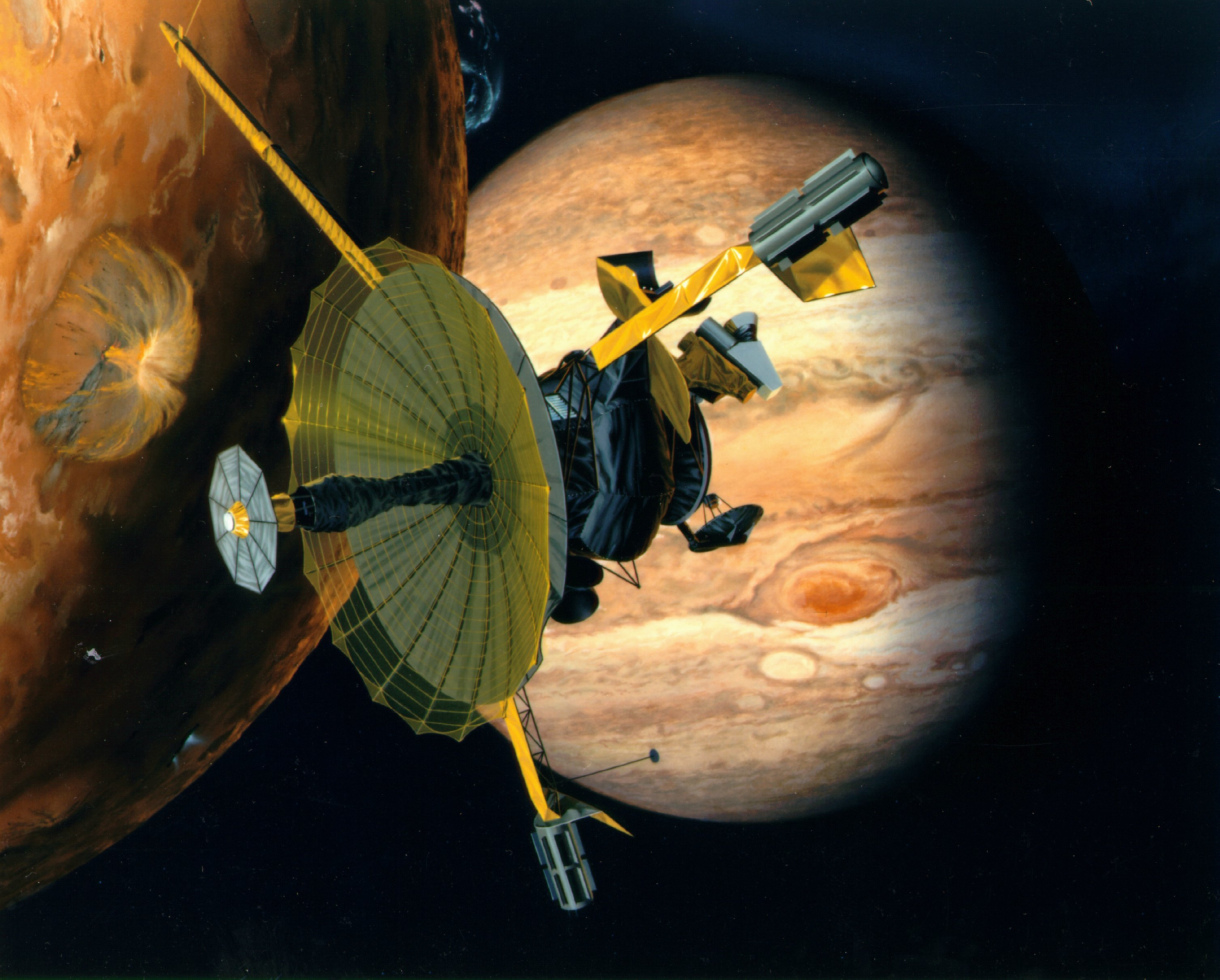
A Galileo űrszonda a Jupiternél (fantáziarajz)

2016-ig csak egyetlen űrszonda, a Galileo állt pályára a Jupiter körül, 1995. december 7-én. Több mint hét éven keresztül keringett a bolygó körül, miközben többször megközelítette a Galilei-holdakat és az Amaltheát. Az űrszonda szemtanúja volt a Shoemaker–Levy 9 üstökös 1994-es becsapódásának a Jupiterbe. A Galileo eredetileg tervezett adatgyűjtő kapacitását erősen korlátozta a nagy nyereségű antenna meghibásodása.
1995 júliusában egy légköri szonda indult el a Galileóról, december 7-én belépett a bolygó légkörébe, amibe 150 km mélyen hatolt be. 57,6 percen keresztül adatokat gyűjtött, mielőtt megszakadt az összeköttetés. A nyomás ekkor 22 atmoszféra, a hőmérséklet 135 °C volt. A Galileo nagyjából ugyanilyen sorsra jutott, amikor 2003. szeptember 21-én szándékosan irányították a bolygó légkörébe több mint 50 km/s sebességgel. Így elkerülték bármilyen lehetőségét az Europa hold beszennyezésének, amelyről feltételezték, hogy akár életet is hordozhat.

#### Juno űrszonda
A NASA New Frontiers program keretein belül megépült Juno űrszonda 2011. augusztus 5-én kezdte meg ötéves útját az óriásbolygóhoz. A terveknek megfelelően, 2016. július elején érte el a Jupitert, július 5-én sikeresen bolygó körül pályára állt és az eredeti tervek szerint 20 hónapig keringett volna körülötte, majd 2018 februárjában a program végén ezt az űrszondát is az óriásbolygóba irányították volna, mint a Galileót. Küldetésének fő célja, hogy felfedje a Jupiter kialakulásának és fejlődésének történetét.  Jelenleg meghosszabbították a küldetését. A Juno folytatja a naprendszer legnagyobb bolygójának a vizsgálatát 2025 szeptemberéig vagy amíg a műszaki állapota engedi.

### Tervezett űrszonda
- A NASA és ESA által közösen tervezett Europa Jupiter System Mission a Jupiter rendszer jobb megértésére, és a bolygó holdjain (Ganymedes, Europa) az esetleges földön kívüli élet kutatása. A Japán Űrügynökség is érdeklődött a küldetés iránt. Amennyiben csatlakoznak, egy harmadik szatellitet küldenének a Jupiter mágneses terének a vizsgálatára. Legkorábban az évtized végén indulhatnak Jupiterre a szondák.

## Holdak
A Jupiternek 2023-ban 92 holdja ismert.
A négy legnagyobbat (Io, Europa, Callisto, Ganymedes) Galilei-holdaknak nevezik, felfedezőjük Galileo Galilei után, aki 1610-ben észlelte őket.
A következő négy évszázadban további kilenc kisebb holdat fedeztek fel a csillagászok földi távcsöveikkel. 1979-ben a Voyager–1 űrszonda három újabbat talált, ezzel az ismert holdak száma 16-ra emelkedett. Később a fejlettebb technológiáknak köszönhetően további holdakat fedeztek fel a csillagászok; ezek kicsi, átlagosan 3 km átmérőjű aszteroidák, amelyeket befogott a Jupiter gravitációs tere. A jelenlegi 92 hold a legtöbb a Szaturnusz előtt, amennyi bármely más bolygónak van, de valószínűleg még több kisebb, ismeretlen hold kering a Jupiter körül.

### A holdak osztályozása
| Szabályos holdak    | Belső csoport    | A belső csoport négy kis holdból áll, melyek nagyon közel vannak a bolygóhoz, átmérőjük kisebb 200 km-nél.                                                                                |
| Szabályos holdak    | Galilei-holdak   | Ez a négy hold, melyeket Galileo Galilei és Simon Marius párhuzamosan fedezett fel, 400 000 és 2 000 000 km között keringenek. Némelyikük a Naprendszer legnagyobb holdjai közé tartozik. |
| Szabálytalan holdak | Themisto         | Ez a csoport egyetlen holdból áll, mely a Galilei-holdak és a Himalia csoport között félúton kering.                                                                                      |
| Szabálytalan holdak | Himalia csoport  | Hasonló pályájú holdak csoportja, melyek 11-12 000 000 km-re keringenek a Jupitertől. |
| Szabálytalan holdak | Carpo            | Szintén egy egyedüli hold, amely az Ananke csoport belső élénél található. |
| Szabálytalan holdak | Ananke csoport   | Bizonytalan határú csoport, átlagosan 21 276 000 km-re a Jupitertől,átlagosan 149 fokos inklinációval.                                                                                    |
| Szabálytalan holdak | Carme csoport    | Határozottan elkülönülő csoport, átlagosan 23 404 000 km-re a Jupitertől, átlagosan 165 fokos inklinációval.                                                                              |
| Szabálytalan holdak | Pasiphaë csoport | Az összes külső holdat magában foglaló szétszórt csoport. |

## Kölcsönhatás a Naprendszerrel

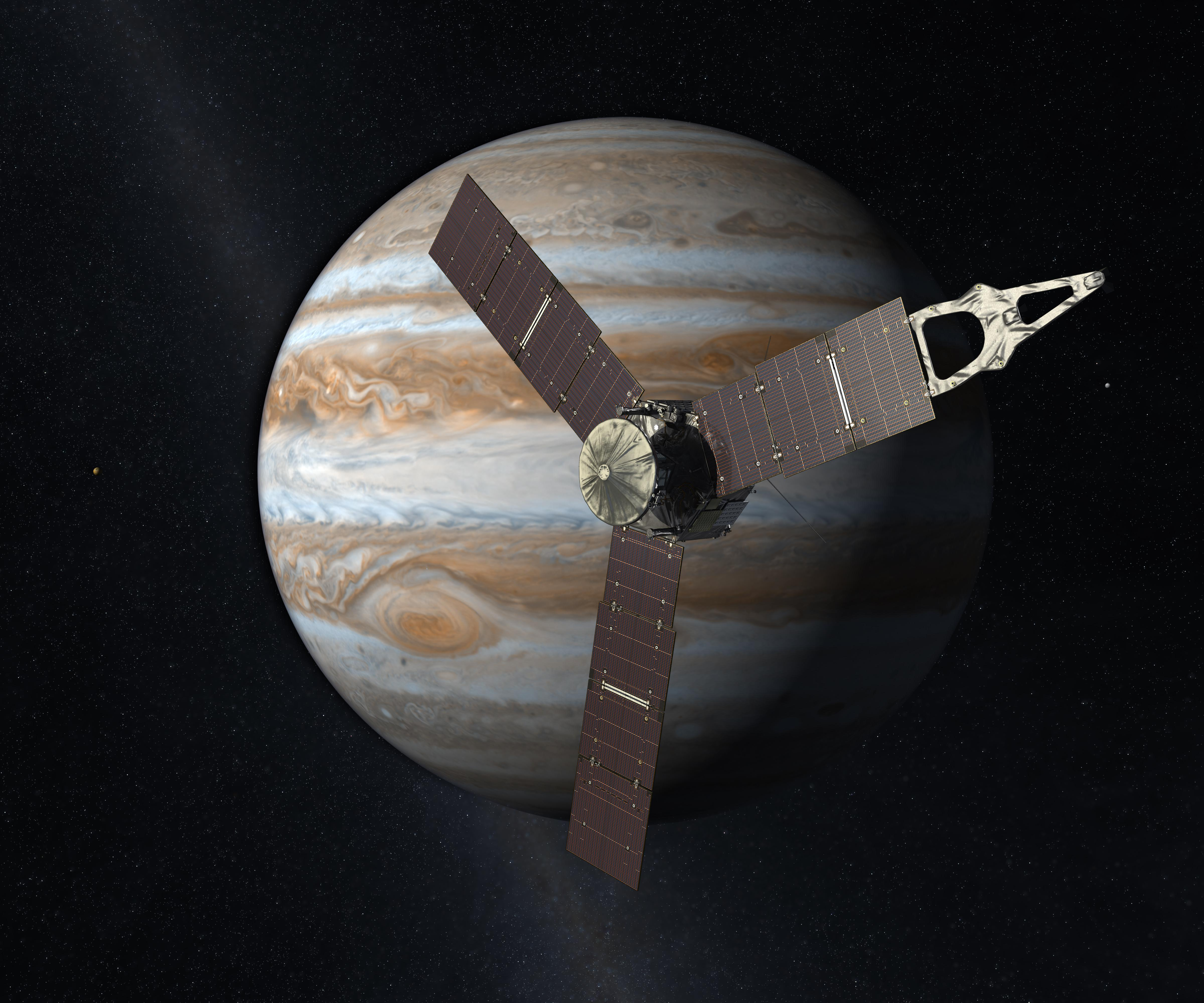
A Juno űrszonda a Jupiternél (fantáziarajz)

A Juno űrszonda gravitációs mérései alapján a Jupiter magja kevésbé sűrű, és nagyobb kiterjedésű, mint azt korábban gondolták. Ennek magyarázata az lehet, hogy a Naprendszer kialakulásának kezdetén, mintegy 4,5 milliárd évvel ezelőtt egy bolygókezdemény csapódott be a Jupiter magjába, amit felkavart az ütközés energiája, a mag a fölötte lévő, kevésbé sűrű rétegekkel elkeveredett és egyúttal kitágult.
A számítógépes modellezés alapján legalább 40% annak az esélye, hogy ez az ütközés a Jupiter kialakulásának első pár millió évében megtörtént. Mivel a Jupiter már ekkor hatalmas gravitációs vonzással rendelkezett, ezért az ütközés nem csak súrolta a felszínét, hanem egyenesen a magba csapódott. A becsapódó „bolygó-embrió” tömege 10x földtömegnek felelt meg. Az erre vonatkozó tanulmány 2019 augusztusában a Nature tudományos folyóiratban jelent meg.